# Lur Olaizola
Lur Olaizola Lizarralde (San Sebastián, 1988) es una artista visual, directora de cine y programadora española. 

## Trayectoria
Ha trabajado como artista visual y productora cultural en Nueva York donde colaboró con la productora Horns & Tails y coordinó, entre otros, el festival Architecture & Design Film Festival.
Trabajó en el Centro de Cultura Contemporánea de Barcelona como documentalista audiovisual y montadora.
Desde 2015 coordina el departamento de cine del espacio cultural Tabakalera donde ha comisariado, entre otros, el foco Desde el principio. Historias del cine feminista.
En 2019 presentó Xulia, un documental sobre Xulia Alonso Díaz y su experiencia personal en un centro de desintoxicación que marcó su vida publicada en 2010 en el libro "Futuro imperfecto".
En 2022 estrena El tercer cuaderno (Hirugarren koadernoa) protagonizado por Ana Torrent en el que una actriz y una cineasta ensayan un guion cinematográfico en el que se recogen fragmentos del diario que Yoyes escribió durante su exilio en México tras haber abandonado ETA. El cortometraje contiene referencias a otras mujeres: Ulrike Meinhof, Simone de Beauvoir, Alexandra Kollontai o Tina Modotti.
Desde 2020 es profesora de la Escuela de cine Elías Querejeta y forma parte del comité de programación del festival de cine documental de Navarra Punto de Vista.

## Filmografía
- Xulia (2019)

- Zerua Blu (2021) (documental)
- El tercer cuaderno (Hirugarren koadernoa) (2022)

## Premios y reconocimientos
- 2020 Gran Premio Mejor Cortometraje español Zinebi por Zerua blu.[7]
- 2021 fue seleccionada para el programa Berlinale Talents.[1]